# Corona de flors

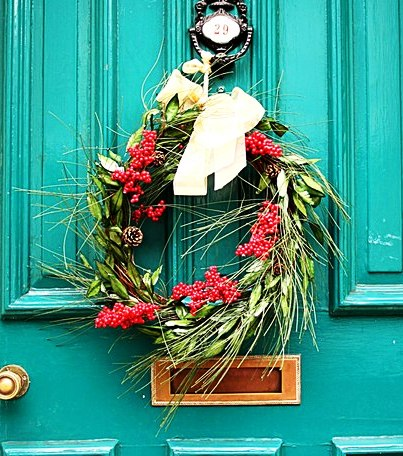
Una corona de Nadal a la porta de la casa a Anglaterra.

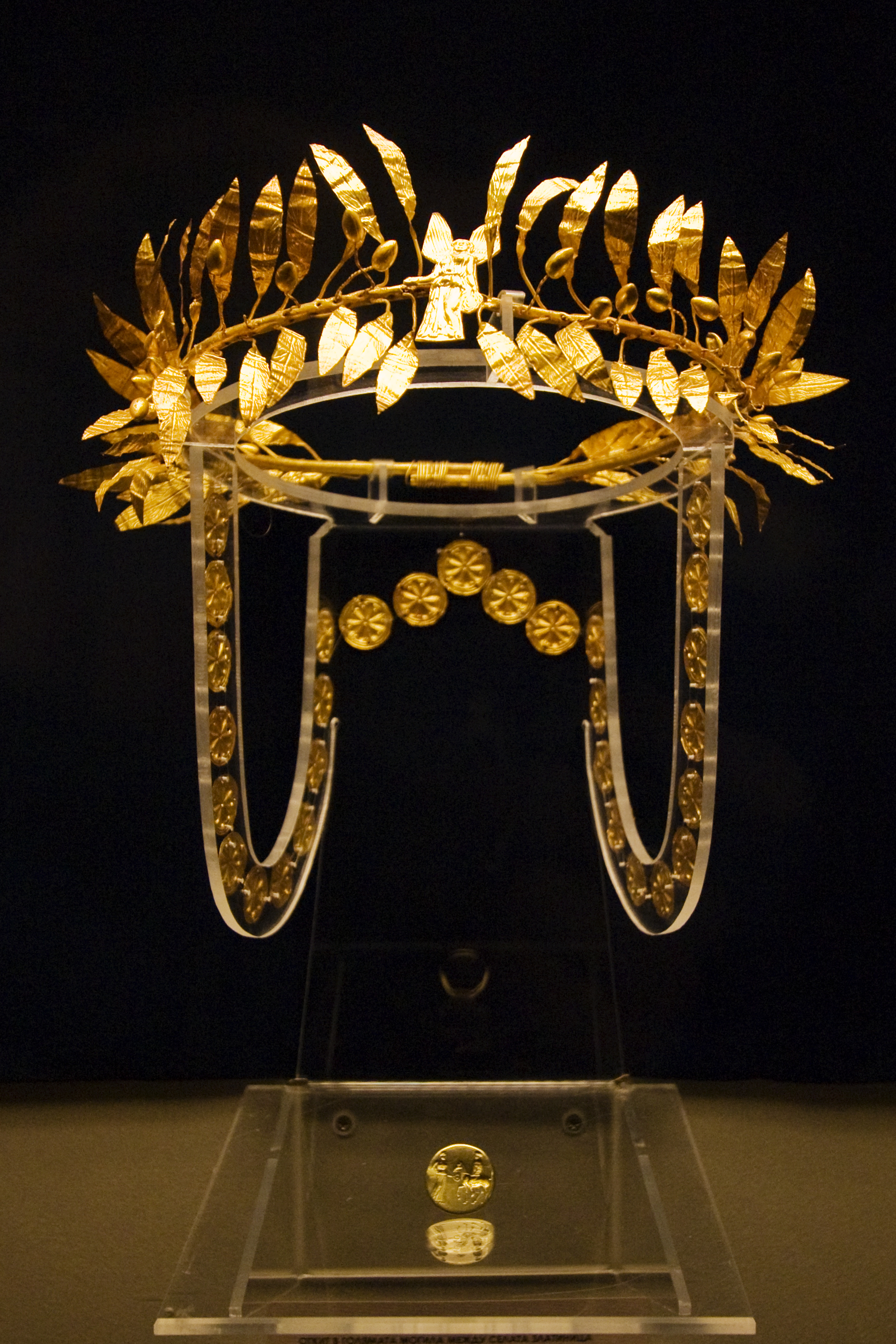
Una corona d'or i l'anell de l'enterrament d'un aristocrata Odrisià al Golyamata Moguila al Yambol regió de Bulgària. A mitjan.

Una corona de flors és un assortiment de flors, fulles, fruits, branquetes o diversos materials que es construeix per formar un anell.
Als països de parla anglesa, les corones s'utilitzen típicament com a adorns per a la llar, més comunament com a decoració d'Advent i Nadal. També s'utilitzen en esdeveniments cerimonials de moltes cultures del món. Es poden portar com a corona al voltant del cap o com a garlanda al coll. Les corones tenen molta història i simbolisme associats.
Normalment es fabriquen a partir de fulles perennes i simbolitzen la força, ja que les plantes perennes duren fins i tot durant els hiverns més durs. També es pot utilitzar el llorer ; les corones de llorer es coneixen com a corones de llorer.

## Història

### Corones etrusques antigues

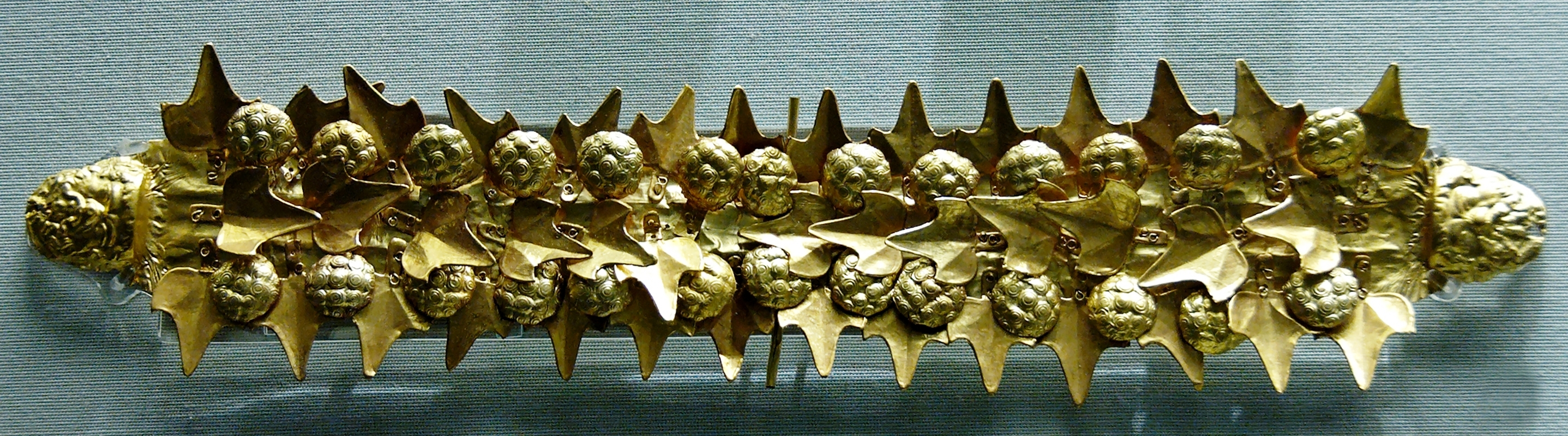
Corona amb fulles d'heura i baies, amb un cap de sàtir a cada extrem. Full d'or, obra d'art etrusca, 400-350 aC. Des d'una tomba prop de Tarquinia.

Les corones de flors eren un disseny utilitzat a l'antiguitat al sud d'Europa. Les més conegudes són peces de joies de la civilització etrusca, fetes amb or o altres metalls preciosos. Sovint apareixen símbols dels mites grecs als dissenys, amb relleu en metall preciós als extrems de la corona. Els escriptors romans antics es referien a la corona sutilis etrusca, que eren corones de flors cosides sobre un fons. Aquestes corones s'assemblen a una diadema, amb unes fines fulles metàl·liques que s'adhereixen a una banda ornamental. Les corones també apareixen estampades en medallons etruscs. Les plantes que es mostren fent corones a les joies etrusques inclouen heura, roure, fulles d'olivera, murta, llorer, blat i vinya.
Les corones eren usades com a corones pels governants etruscs. El simbolisme etrusc es va continuar utilitzant a l'Antiga Grècia i a Roma. Els magistrats romans també portaven corones d'or com a corones, com a testimoni simbòlic del seu llinatge als primers governants etruscs de Roma. Els magistrats romans també van utilitzar diversos altres símbols etruscs destacats, a més d'una corona daurada de corona: fasces, cadira curule, toga morada i vareta d'ivori.

### Antiga Grècia i Roma

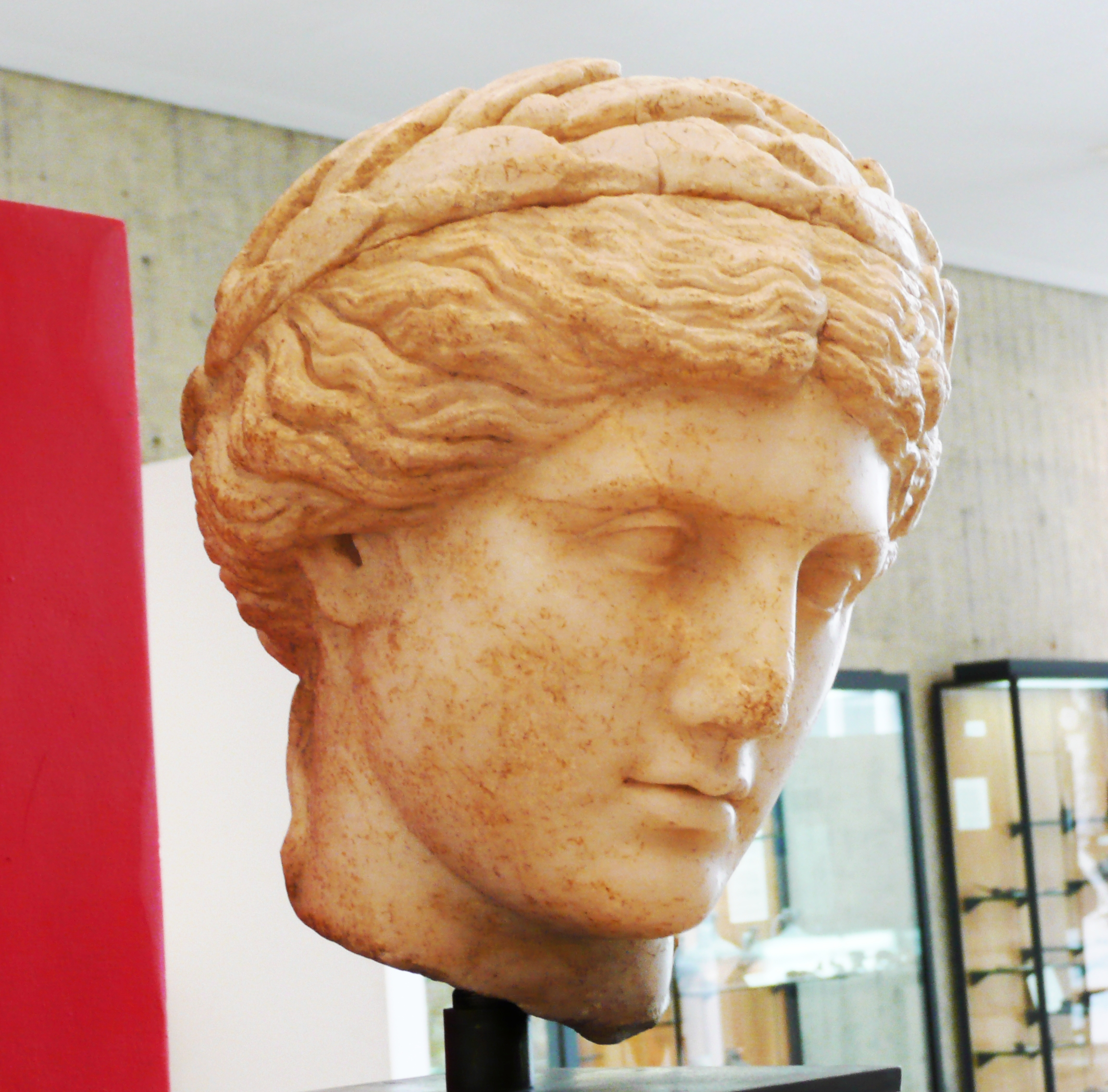
Una rèplica del bust d'Apol·lo amb una corona de llorer.

Al món grecoromà, les corones s'utilitzaven com a adorn que podia representar la professió, el rang, els èxits i l'estatus d'una persona. La corona que s'utilitzava habitualment era la corona de llorer. L'ús d'aquesta corona prové del mite grec que involucrava Apol·lo, el fill de Zeus i el déu de la vida i la llum, que es va enamorar de la nimfa Dafne. Quan la va perseguir, va fugir i va demanar al déu del riu Peneu que l'ajudés. Peneu la va convertir en un llorer. Des d'aquest dia, Apol·lo portava una corona de llorer al cap. Les corones de llorer es van associar amb allò que va encarnar Apol·lo; victòria, èxit i estatus i es convertiria més tard en un dels símbols més utilitzats per abordar els assoliments a tota Grècia i Roma. Les corones de llorer es van utilitzar per coronar els atletes guanyadors als Jocs Olímpics originals i encara les porten a Itàlia els estudiants universitaris acabats de graduar-se.
Altres tipus de plantes que s'utilitzaven per fer corones de corones també tenien un significat simbòlic. Per exemple, les fulles de roure simbolitzaven la saviesa i es relacionaven amb Zeus, que segons la mitologia grega va prendre les seves decisions mentre descansava en una roureda. Les Dotze Taules, que daten del 450 aC, es refereixen a les corones funeràries com una tradició de llarga data. La corona d'olivera va ser el premi per al guanyador dels antics Jocs Olímpics.

## Corones modernes

### Corona de collita

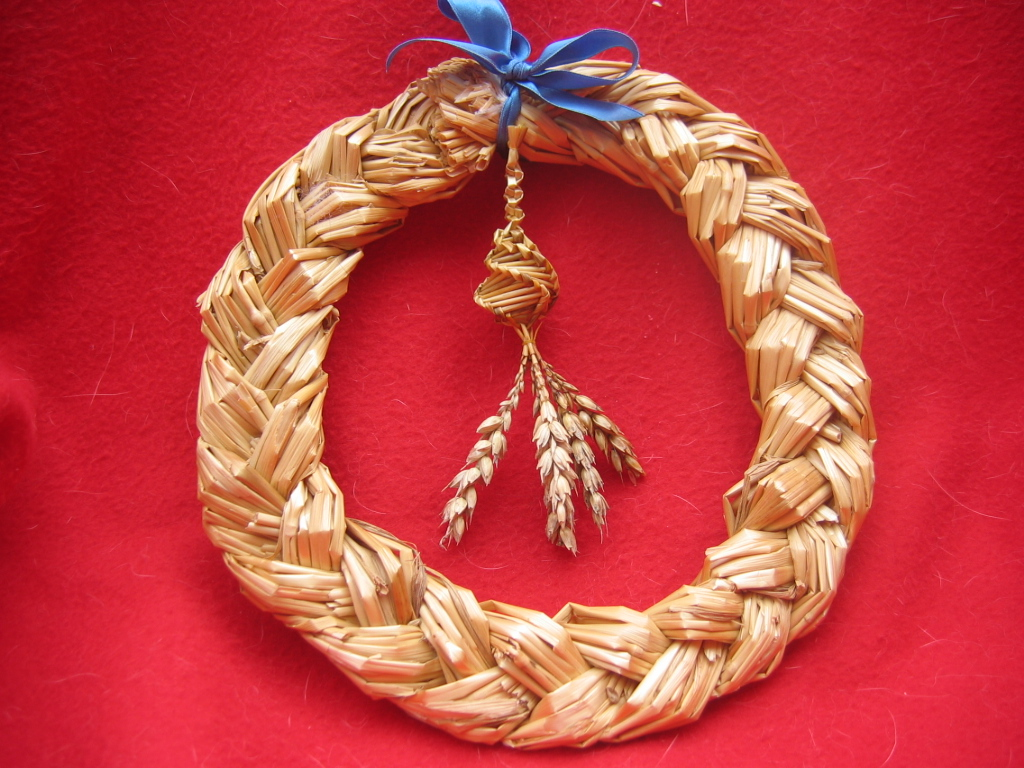
Una corona de collita d'estil escandinau feta de palla teixida.

Les corones de collita, una decoració domèstica habitual avui en dia, són un costum amb arrels antigues a Europa. La creació de corones de collita a Europa es remunta a temps remots i s'associa a creences espirituals animistes. A l'Antiga Grècia, la corona de collita era un amulet sagrat, que utilitzava blat o altres plantes collides, teixides junt amb fil de llana vermella i blanca. La corona de collita es penjaria a la porta durant tot l'any.
Les corones de collita eren un símbol important per a la comunitat de l'Antiga Grècia, no només per al pagès i la seva família. Les festes dedicades a Dionís, l'Oschophoria i l'Antesteria, incloïen una processó ritual anomenada eiresîonê. Els nois joves portaven una corona de collita a Pyanopsia i Thargelia, que cantaven durant el viatge. La corona de llorer o d'oliva es penjaria a la porta i després es feien ofrenes a Helios i les hores. S'esperava que aquest ritual aportés protecció contra la fallida de les collites i les plagues.
A Polònia, la corona de collita (wieniec) és un símbol central de la festa de la collita, Dozynki. Les corones de flors es fan de diferents formes i mides, utilitzant plantes de gra collides, fruites i fruits secs. La corona és portada a una església per a la benedicció d'un sacerdot. La tradició inclou una processó a la casa familiar des de l'església, amb una nena o una jove que dirigeix la processó i porta la corona. Es segueix la processó amb celebració i festa. Ucraïna, Hongria i altres cultures d'Europa de l'Est també tenen rituals similars que van començar com a part de la cultura precristiana.

### Corones d'Advent i Nadal
En el cristianisme, les corones s'utilitzen durant la temporada de l'Advent, en preparació de Nadal i l'Epifanía, així com per celebrar les dues darreres estacions litúrgiques. Aquestes corones de flors, igual que amb altres decoracions nadalenques i d'Advent, sovint s'instal·len el primer diumenge d'advent, un costum que de vegades es fa litúrgicament, mitjançant una cerimònia de penjada de verds. La corona d'Advent va ser utilitzada per primera vegada pels luterans a Alemanya al segle xvi, i el 1839, el sacerdot luterà Johann Hinrich Wichern va utilitzar una corona feta a partir d'una roda de carro per educar els nens sobre el significat i el propòsit del Nadal, així com per ajudeu-los a comptar el seu enfocament, donant així lloc a la versió moderna de la corona d'Advent. Per cada diumenge d'Advent, començant pel quart diumenge abans de Nadal, posava una espelma blanca a la corona i per cada dia entremig s'utilitzava una espelma vermella. L'ús de la corona d'advent s'ha estès des de l'Església luterana a moltes confessions cristianes, i algunes d'aquestes tradicions, com l'Església Catòlica i l'Església de Moràvia, li han introduït variacions úniques. Totes les corones d'Advent, però, tenen quatre espelmes i moltes d'elles tenen una espelma blanca al centre, l'espelma de Crist, que s'encén el dia de Nadal. Les corones d'Advent i de Nadal estan construïdes amb fulles perennes per representar la vida eterna portada a través de Jesús i la forma circular de la corona representa Déu, sense principi ni final. Les corones d'Advent i Nadal són ara un símbol popular per preparar i celebrar la vinguda de Crist, les primeres s'utilitzen per marcar el començament de l'any litúrgic de l'església cristiana i ambdues serveixen de decoració durant les festes d'Advent i Nadal. Mentre que les corones d'Advent s'erigeixen en estands o es col·loquen sobre taules, les corones de Nadal sovint es pengen a les portes o a les parets. Dins de l'Advent, l'Església observa el dia de Santa Llúcia, el memorial de Santa Llúcia, que es diu que va portar "menjar i ajuda als cristians que s'amagaven a les catacumbes " mitjançant una corona de llum a les espelmes per "il·luminar el seu camí i deixar les mans lliures a portar el màxim de menjar possible "; com a tal, aquest dia, moltes joves cristianes es vesteixen de santa Llúcia, amb una corona al cap.

### Corones funeràries i commemoratives

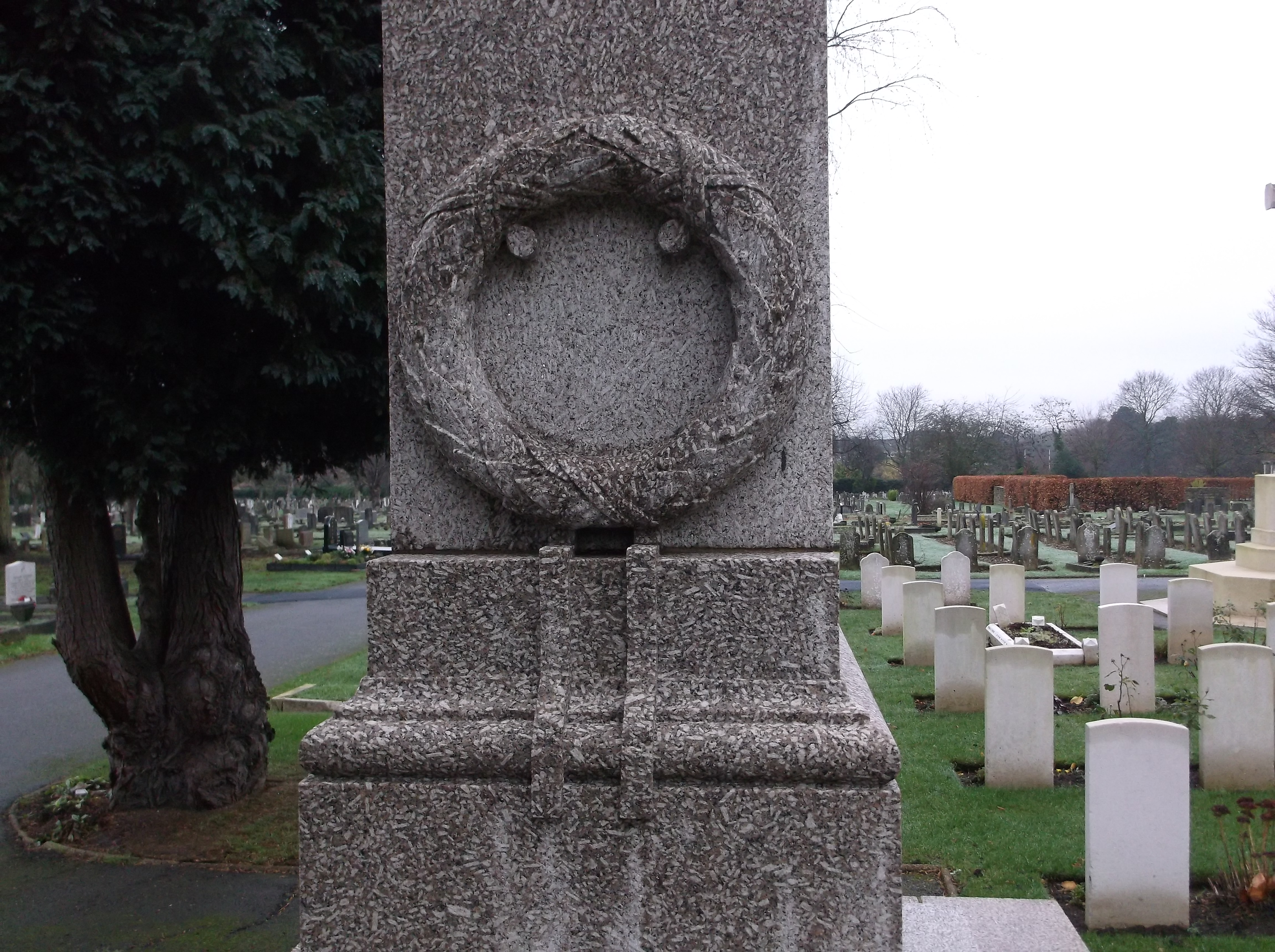
Una corona esculpida al Memorial de Guerra de Sud-àfrica, al cementiri de Richmond

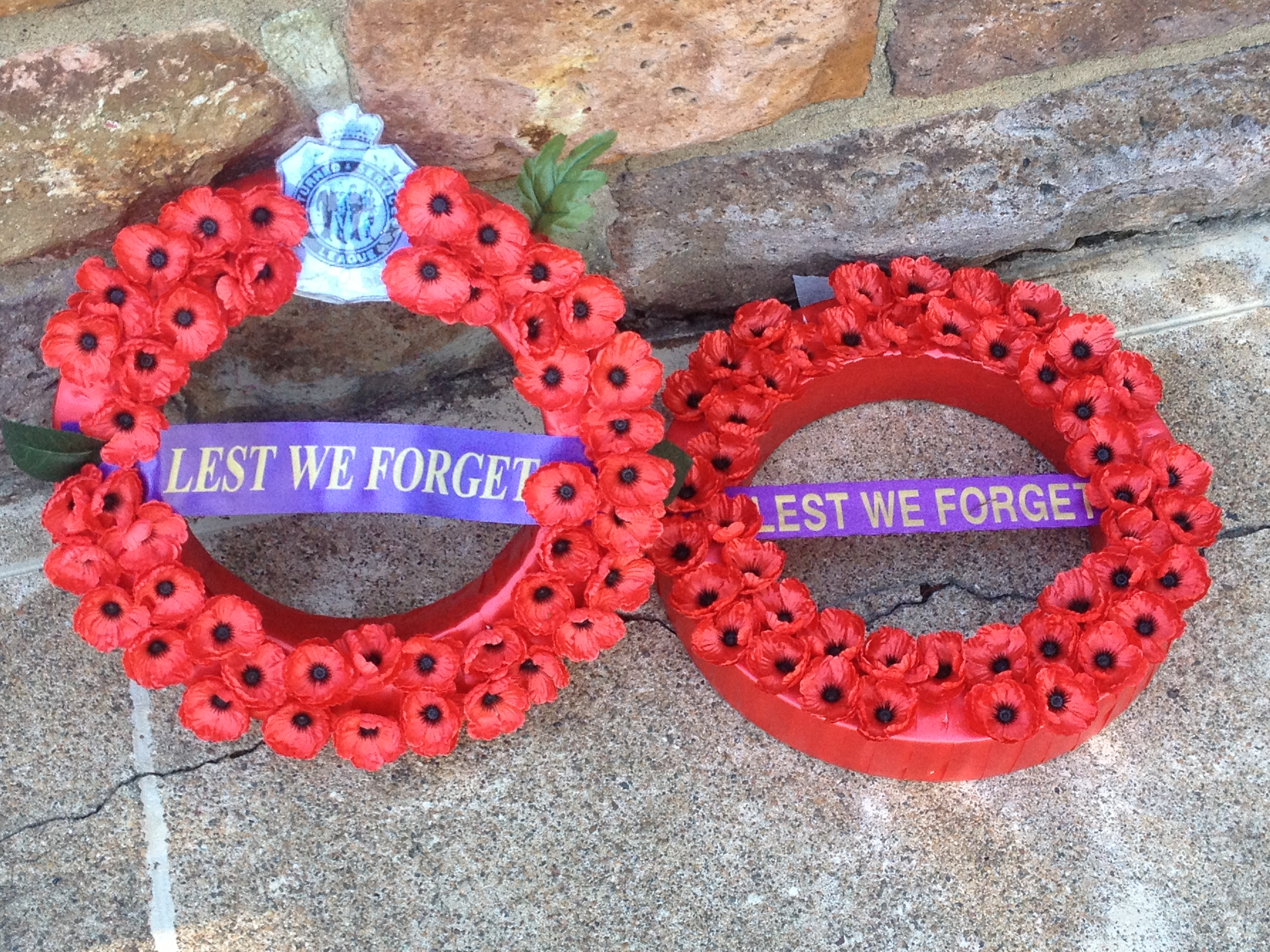
Corones dipositades als memorials de guerra d'Austràlia

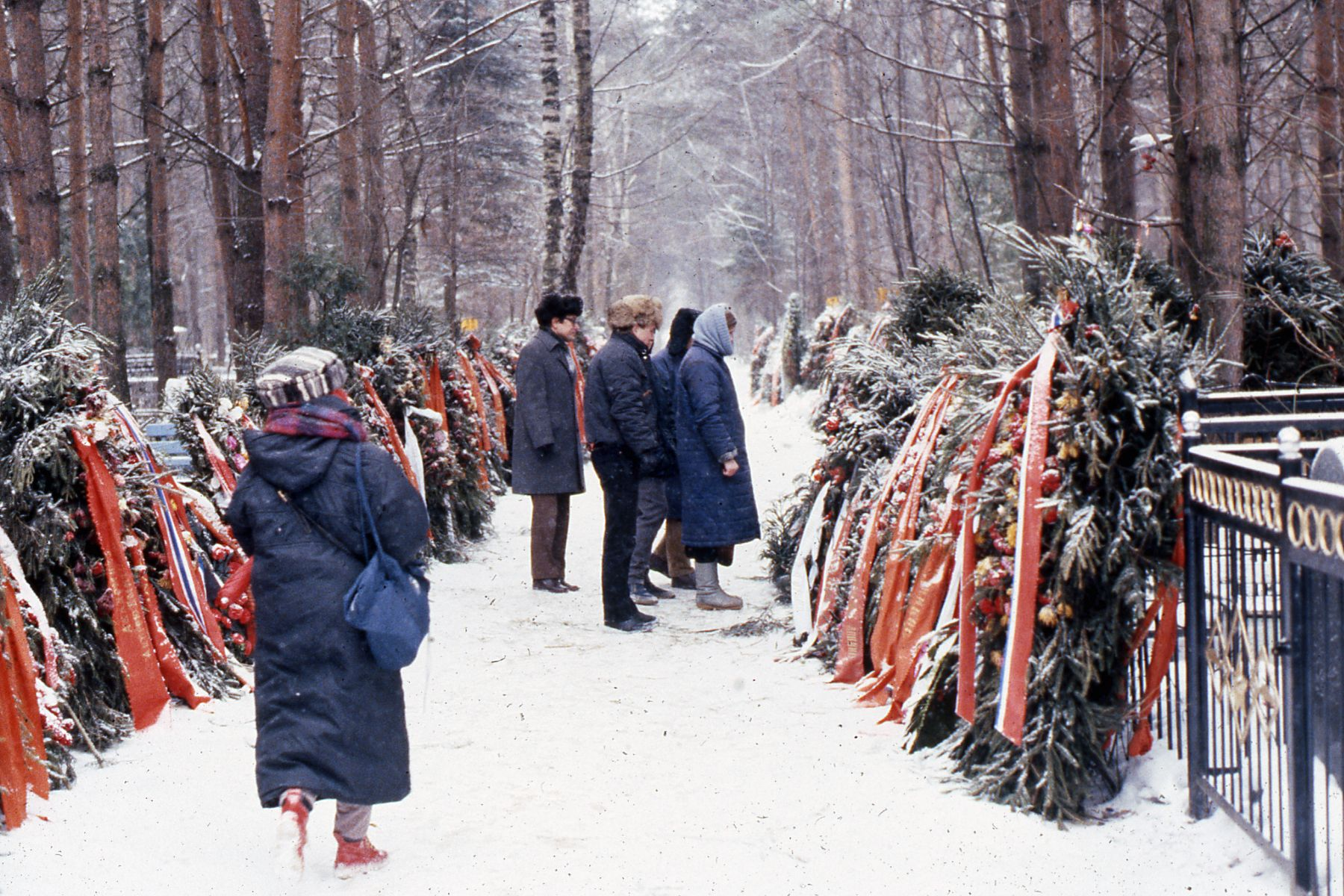
Les corones es munten sobre marcs prop de la tomba de Moscou de l'intel·lectual rus Andrei Sakharov, 1990

El simbolisme de les corones s'ha utilitzat en els funerals almenys des de l'època de l'Antiga Grècia, per representar un cercle de vida eterna. Les corones de fulla perenne van ser dipositades al lloc d'enterrament dels primers màrtirs cristians verges a Europa, la perenne que representava la victòria de l'esperit etern sobre la mort.
A la primera Anglaterra moderna, existia un costum de corones per als funerals de "joves donzelles". Una jove de la mateixa edat que aquella que estava plorada dirigia la processó funerària, que portava una corona de flors blanques per representar la puresa del difunt, i "aquella corona de glòria eterna que li era reservada al cel".
A l'època victoriana, el simbolisme de les flors s'havia convertit en un llenguatge elaborat i el simbolisme de les corones funeràries no era una excepció. Les flors representaven la vida i la resurrecció. S'utilitzaven flors específiques en corones funeràries per representar sentiments particulars. El xiprer i el salze s'utilitzaven per elaborar marcs de corones i eren associats amb el dol pels victorians.
Les corones de flors es solen col·locar a les tombes dels soldats i als cenotafis commemoratius durant les cerimònies del Dia dels caiguts i del Dia de la Memòria. També es poden posar corones en memòria de les persones perdudes al mar, ja sigui per un accident o per acció de la marina. En un servei commemoratiu al mar, la corona es baixa a l'aigua i es posa a la deriva.

## Corones usades com a corones
Es pot utilitzar una corona de flors, flors i branques com a tocat. Se sol portar en ocasions festives i en santorals. Les corones es feien originalment per utilitzar-les amb rituals pagans a Europa i estaven associades amb les estacions canviants i la fertilitat. El cristianisme va acceptar el simbolisme de la corona basada en la seva associació romana amb honor i virtut moral. Durant l'edat mitjana, l'art cristià presentava representacions de la Mare de Déu i de diversos sants coronats de corones, de la mateixa manera que es representaven figures de la mitologia romana i grega amb corones, així com governants i herois grecs i romans.

### Corona de maibaum

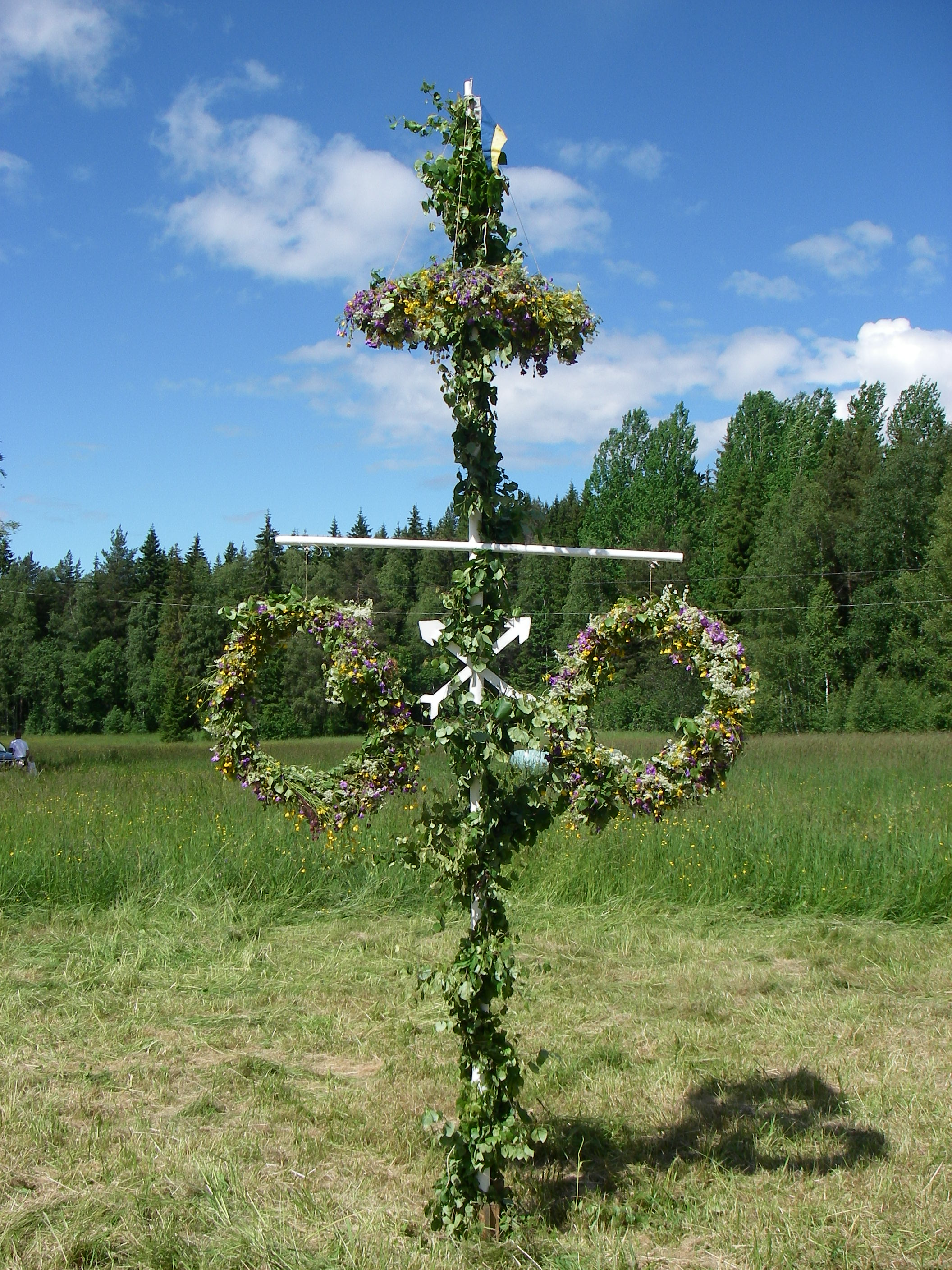
Un pal de maig amb corones, creat per a celebracions d'estiu a Östra Insjö, Dalarna, Suècia

Els costums de les corones a Europa han sobreviscut durant molts segles. Durant del primer de maig a Anglaterra es realitzen les festes del Maibaum, que culminen amb una cursa de joves solters per pujar al cim del pal de maig per capturar la corona del primer de maig posada a la part superior del pal. El guanyador d'aquest concurs lluiria la corona de flors com a corona i seria reconegut com el rei del primer de maig durant la resta de vacances. Les plantes tradicionalment utilitzades per fer corones i garlandes d'estiu inclouen lliris blancs, bedoll verd, fonoll, herba de Sant Joan, Artemisia annua, verbena i lli. Les flors que s'utilitzaven per fer la corona d'estiu s'havien de collir a primera hora del matí abans que la rosada s'hagués assecat; la creença era que un cop assecada la rosada, les propietats màgiques de les plantes s'evaporaven amb la rosada.
Les celebracions de Midsummer encara s'observen també a Alemanya i Escandinàvia, i els grills i les corones tenen un paper destacat, semblant a Anglaterra.

### Simbolisme de la corona a Anglaterra
Al període renaixentista, les corones es van convertir en símbols d'aliances polítiques i religioses a Anglaterra. Els reformadors protestants, com els puritans, van veure que les corones de flors i les festes amb què estaven associades, com ara el Primer de Maig, eren influències paganes corrompedores que destruïen la sana moral cristiana. Els soldats van confiscar corones a Oxford el primer de maig de 1648. Durant l'Interregne després de l'enderrocament de Carles I d'Anglaterra, les corones van simbolitzar les simpaties realistes. A Bath, Somerset, la coronació de Carles II d'Anglaterra es va marcar amb una processó de 400 donzelles en blanc i verd, que portaven "corones daurades, corones fetes de flors i corones de llorer barrejades amb tulipes", i dirigides per l'alcalde. dona.

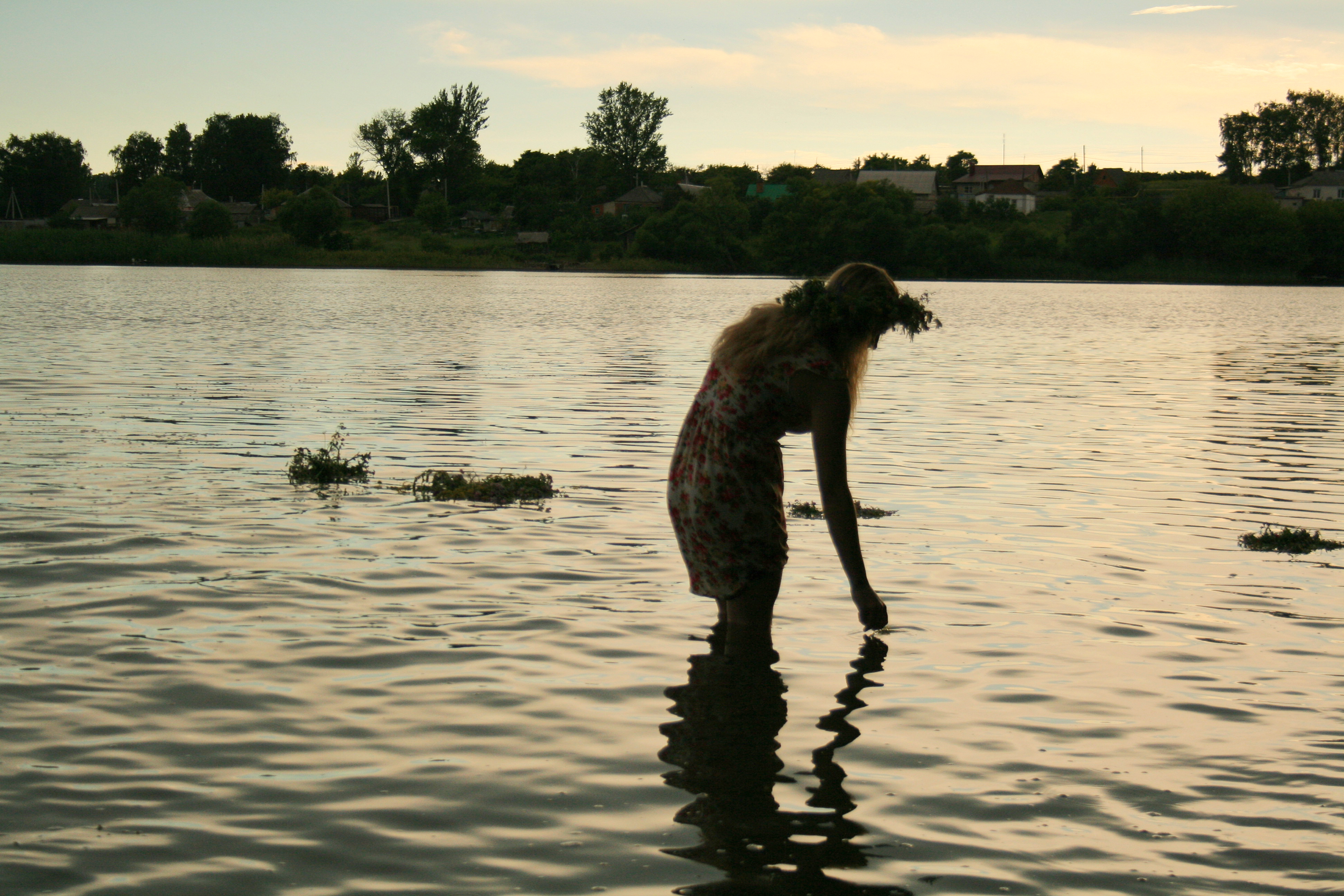
Corona llançada a l'aigua el dia d'Ivan Kupala Festa de Sant Joan Baptista, a Rússia

### Corona de Santa Llúcia
Santa Llúcia es representa tradicionalment en obres d'art cristianes que porten una corona de flors com a corona, i al suport de la corona s'encenen espelmes que simbolitzen la llum del món representada per Crist. En particular, Suècia té una llarga història d'observació del dia de Santa Llucia Santa Llúcia. Les "corones de Santa Llúcia", fetes amb una corona de llautó que sostenen espelmes, formen part dels costums associats a aquestes festes.

## Cerimònies de posada de corones

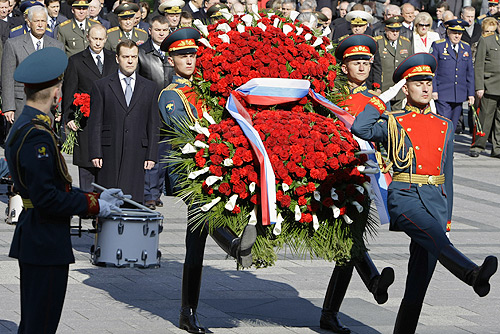
Una col·locació d'una corona a la tomba del soldat desconegut a Moscou, maig de 2008

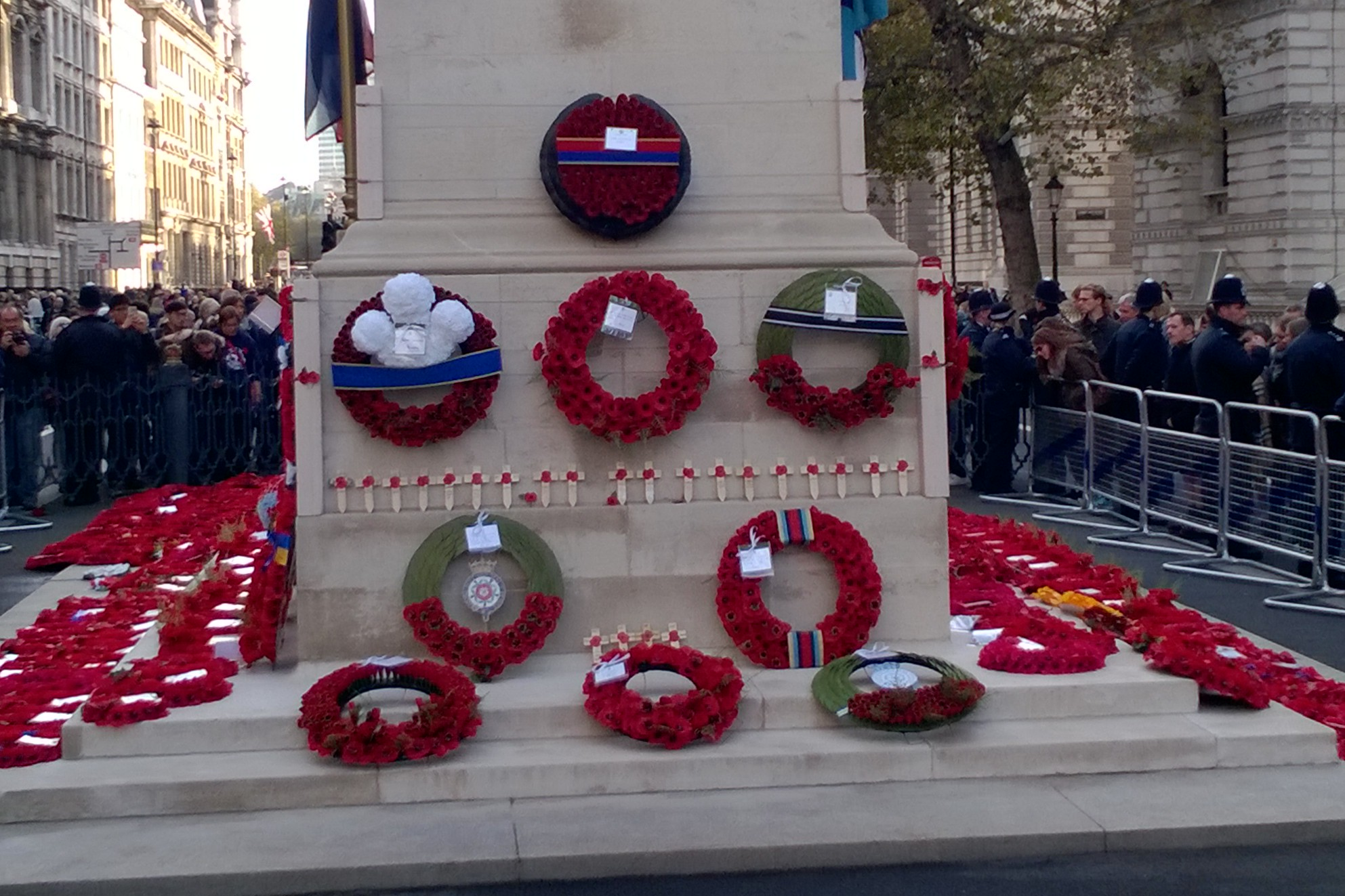
Grup de corones posades durant la cerimònia del diumenge del record a Londres

Una cerimònia de deposició de corones és una pràctica tradicional durant la qual es posen corones funeràries en una tomba o lloc commemoratiu. Es fa com un signe formal de respecte cap a un tribut concret (per exemple, Tomba del soldat desconegut, Memorial Nacional). Es tracta de cerimònies formals que impliquen dignataris d'alt rang com els caps d'estat. Un cop es posa una corona de flors, la persona que posa la corona fa uns quants passos enrere per inclinar / saludar el monument. Durant les cerimònies de posada de corones de caràcter militar, es toquen trucades de cornetes com " Últim missatge ", " Aixetes " o " Capvespre ".
Als Països Baixos, col·locació de corones (neerlandès: Kranslegging) se sol celebrar durant les celebracions del Dia Nacional del Record el 4 de maig. Durant les visites estatals, es posa una corona al Monument Nacional d'Amsterdam.
A Rússia, és tradició col·locar corones en memorials de guerra els dies d'honor militar i festes militars commemoratives, com ara el Dia del Defensor de la Pàtria i el Dia de la Victòria. Un dels dipòsits de corones més notables té lloc a la tomba del soldat desconegut al jardí Alexander de Moscou, on el president de Rússia, el primer ministre de Rússia, membres de l'Assemblea Federal, oficials militars, líders religiosos de l'església ortodoxa russa i altres dignataris són obligats a posar una corona funerària prop de la flama eterna. A continuació, es realitza un moment de silenci, que sol seguir-se amb una marxa solemne d'un guàrdia d'honor
Al Regne Unit, les corones de flors es dipositen sobretot al Cenotafi durant el Servei Nacional de la Memòria el Dia de la Memòria.